# Herb gminy Pomiechówek
Herb gminy Pomiechówek – jeden z symboli gminy Pomiechówek, ustanowiony 26 listopada 2013.

## Wygląd i symbolika
Herb przedstawia na tarczy w polu srebrnym głowę św. Anny, okrytą błękitną chustą, z dłonią zakrywającą palcem usta, ponad mostem czerwonym na falistej podstawie błękitnej. Święta Anna jest patronką kościoła parafialnego w Pomiechowie. Motyw mostu nad rzeką wchodził w skład używanego wcześniej herbu gminy.